# Скобєльцин Дмитро Володимирович
Дмитро Володимирович Скобєльцин (12 [24] листопада 1892, Петербург — 16 листопада 1990) — російський радянський фізик-експериментатор, фахівець в галузі космічних випромінювань та фізики високих енергій. Академік АН СРСР (1946). Депутат Верховної Ради СРСР 4—8-го скликань.

## Біографія

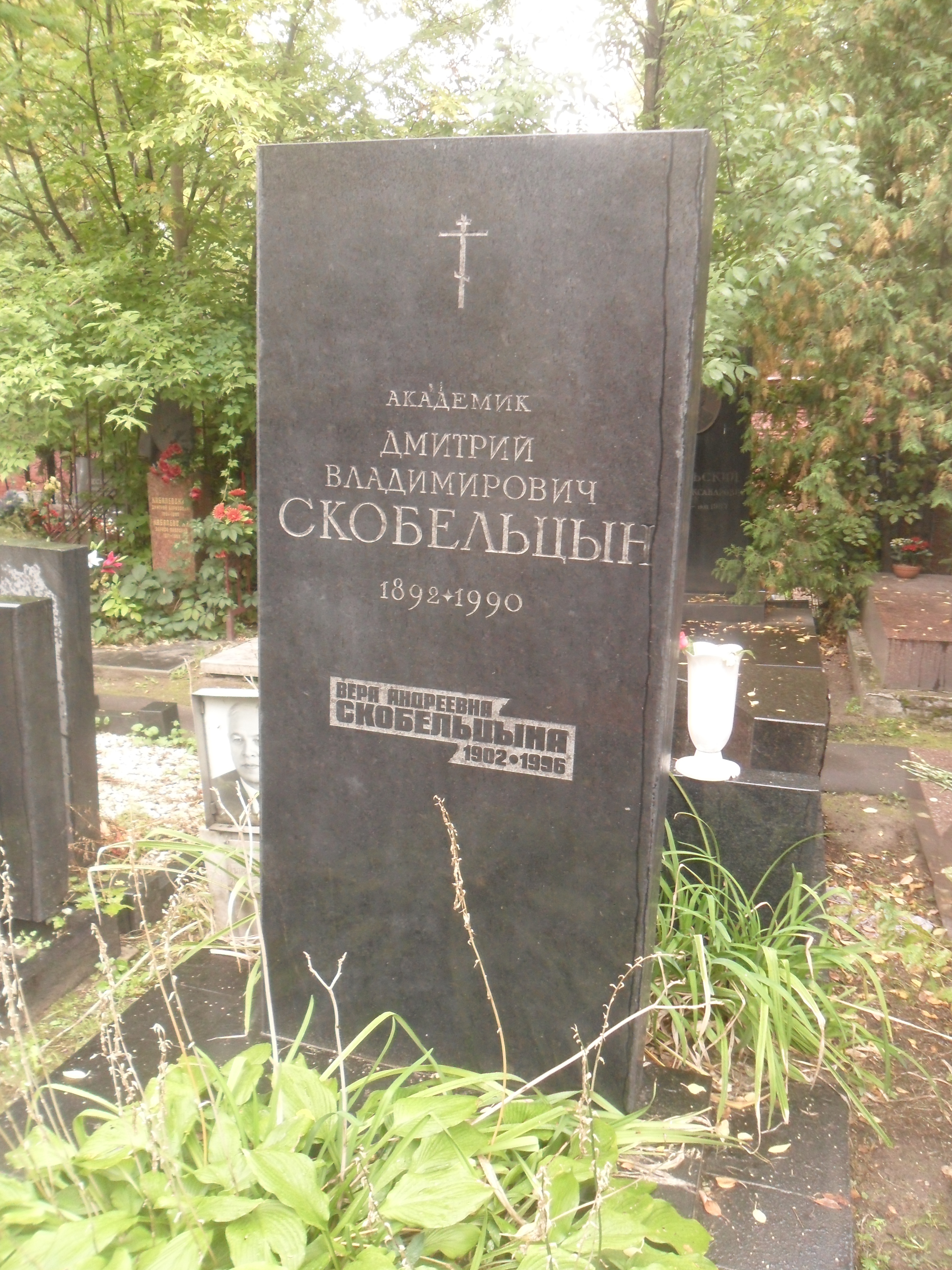
Могила Д. В. Скобєльцина на Новодівочому кладовищі Москви.

Син Володимира Володимировича Скобєльцина. Закінчив Тенішевське училище (1910) і Петроградський університет (1915). Наукову діяльність розпочав з вивчення ефекту Комптона в лабораторіях Петроградського університету і Політехнічного інституту (1916—1937). Працював у ленінградському Фізико-технічному інституті (1925—1939) і Паризькій лабораторії Марії Склодовської-Кюрі (1929—1931).
Професор Московського державного університету ім. М. В. Ломоносова з 1940 року, навесні 1946 р. розпочав читання лекцій з курсу «Радіоактивний розпад і ядерні реакції» для студентів кафедри «Будова речовини». Однак, вже в травні 1946 р. Скобєльцин, за розпорядженням Ради Міністрів СРСР, був відряджений в Нью-Йорк відповідальним референтом Радянського представництва в Комісії Об'єднаних Націй з контролю над атомною енергією. Перебував відповідальним референтом в ООН аж до 1948 року.
У 1948—1960 роках — директор НДІЯФ МДУ. Директор Фізичного інституту ім. П. М. Лебедєва РАН (1951—1972). Член-кореспондент АН СРСР (1939). Академік АН СРСР (1946). Член-кореспондент Французької академії наук (1943).
Був одним з академіків АН СРСР, які підписали в 1973 році лист вчених в газету «Правда» з засудженням «поведінки академіка О. Д. Сахарова». У листі Сахарова звинуватили в тому, що він «виступив з низкою заяв, які ганьблять державний устрій, зовнішню і внутрішню політику Радянського Союзу», а його правозахисну діяльність академіки оцінювали як таку, що «ганьбить честь і гідність радянського вченого».
Д. В. Скобєльцин похований на Новодівочому кладовищі в Москві.

## Наукові інтереси
Основні праці з фізики атомного ядра та фізики космічних променів. Першим використав газову камеру Вільсона, вміщену в магнітне поле, для кількісного дослідження Комптон-ефекту і космічних променів. У 1927—1929 роках відкрив заряджені частинки космічних променів і встановив їх появу генетично пов'язаними групами (зливами), заклавши тим самим основи фізики частинок високих енергій. В цих експериментах вперше зареєстрував позитрони, хоча і не зміг довести їх природу (що зробив пізніше Карл Андерсон. З 1945 року займався дослідженням широких атмосферних злив космічних променів. Відкрив спільно з учнями утворення електронно-ядерних злив і ядерно-каскадний процес (Сталінська премія, 1951).

## Монографії
- Скобельцын Д. В. Космические лучи, Л. — М., 1936
- Скобельцын Д. В. Парадокс близнецов в теории относительности, — М., 1966

## Нагороди
- Герой Соціалістичної Праці (13.03.1969)
- шість орденів Леніна (29.10.1949; 19.09.1953; 23.11.1962; 13.03.1969; 02.12.1972; 17.09.1975)
- орден Жовтневої Революції (24.11.1982)[9]
- два ордени Трудового Червоного Прапора (04.11.1944; 10.06.1945)
- медалі
- Ленінська премія (1982)[10] — за цикл робіт «Дослідження первинного космічного випромінювання надвисокої енергії» (1947—1980)
- Сталінська премія першого ступеня (1951) — за відкриття і вивчення електронно-ядерних злив і ядерно-каскадного процесу в космічних променях, викладені у серії статей, опублікованих у журналах «Доповіді Академії наук СРСР», «Журнал експериментальної і теоретичної фізики» і «Вісник Академії наук СРСР» (1949—1950)
- Золота медаль імені С. І. Вавилова[ru] АН СРСР (1952)

## Громадська діяльність
- Депутат Верховної Ради СРСР 4-8-го скликань
- У 1950—1955 рр. — Голова Комітету з Міжнародних Сталінських премій
- Учасник Пагвоського руху вчених за мир

## Пам'ять
- Науково-дослідний інститут ядерної фізики ім. Д. В. Скобєльцина